# Mosaicos bizantinos

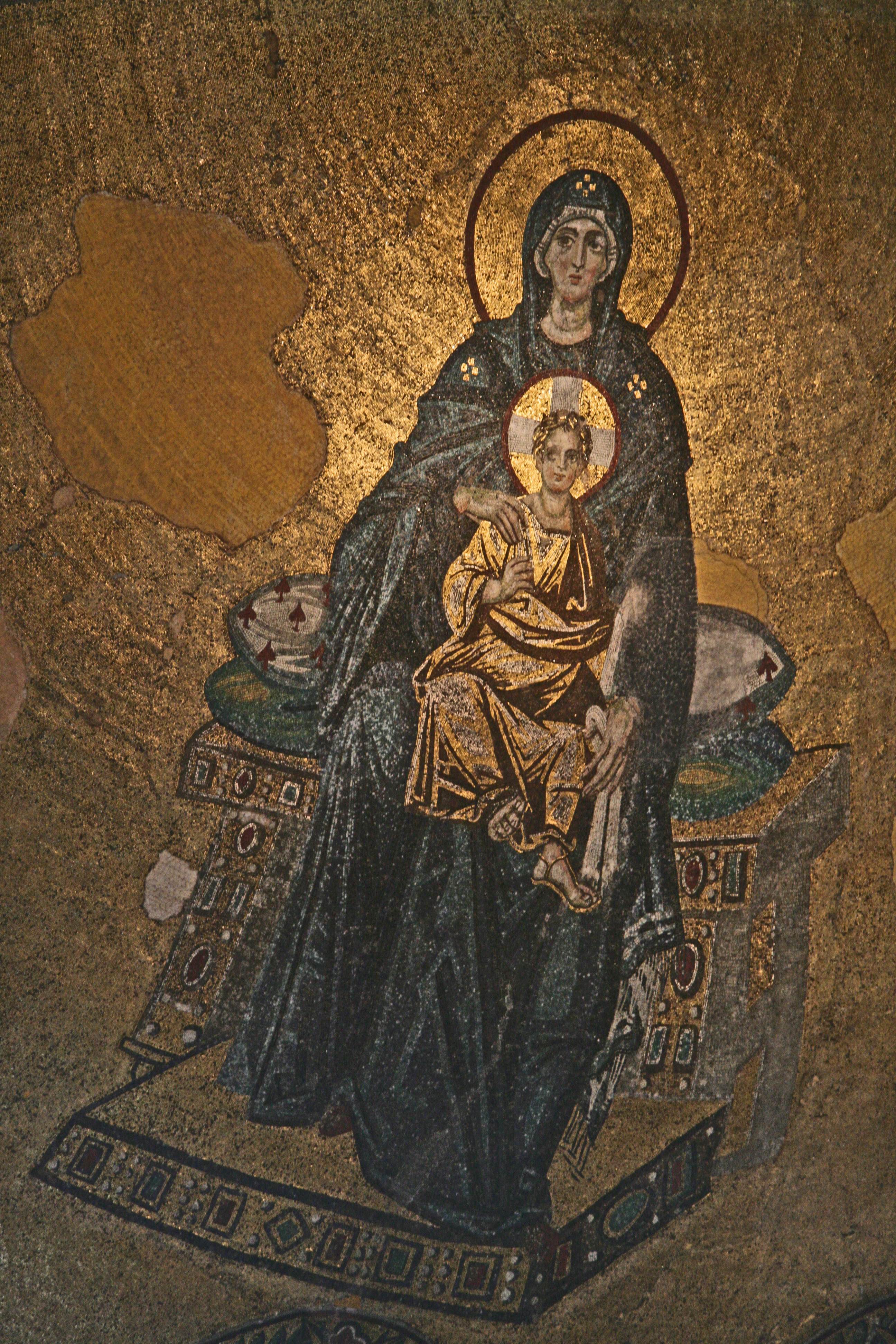
Mosaico do século X da Virgem com o Menino dentro da antiga Catedral de Santa Sofia em Istambul, Turquia

Os mosaicos bizantinos são mosaicos produzidos entre os séculos IV e XV durante e sob a influência do Império Bizantino . O mosaico é uma das formas de arte mais populares e historicamente significativas produzidas no império, e ainda são  extensivamente estudados por historiadores de arte. Embora os mosaicos bizantinos tenham evoluído a partir de práticas e estilos helenísticos e romanos anteriores, os artesãos do Império Bizantino fizeram importantes avanços técnicos e desenvolveram a arte do mosaico em uma forma única e poderosa de expressão pessoal e religiosa que exerceu influência significativa na arte islâmica produzida nos califados omíadas e abássidas e no Império Otomano. Além disso, os mosaicos bizantinos influenciaram artistas no reino normando da Sicília, na República de Veneza e, levados pela propagação do cristianismo ortodoxo, na Bulgária, Sérvia, Romênia e Rússia. Na era moderna, artistas de todo o mundo se inspiraram focando em sua simplicidade e simbolismo, bem como em sua beleza.

## Contexto histórico
Podemos traçar a origem dos mosaicos bizantinos da tradição grega de construção de estradas, uma vez que as estradas gregas eram frequentemente feitas com pequenos seixos organizados em padrões. No período helenístico, a arte do piso e paredes feita de seixos naturais era comum em espaços domésticos e públicos. Mais tarde, quando o Império Romano se expandiu e se torno-se a força cultural dominante do Mediterrâneo e do Próximo-Oriente, os artistas romanos foram fortemente influenciados pela arte grega que encontraram e  começaram a instalar mosaicos em prédios públicos e residências particulares por todo o império. Eles também adicionaram pequenas peças de barro ou vidro chamadas tesselas, material que também estava em uso durante o período helenístico. O uso das tesselas permitiu que os artistas criassem imagens mais coloridas e com detalhes refinados.

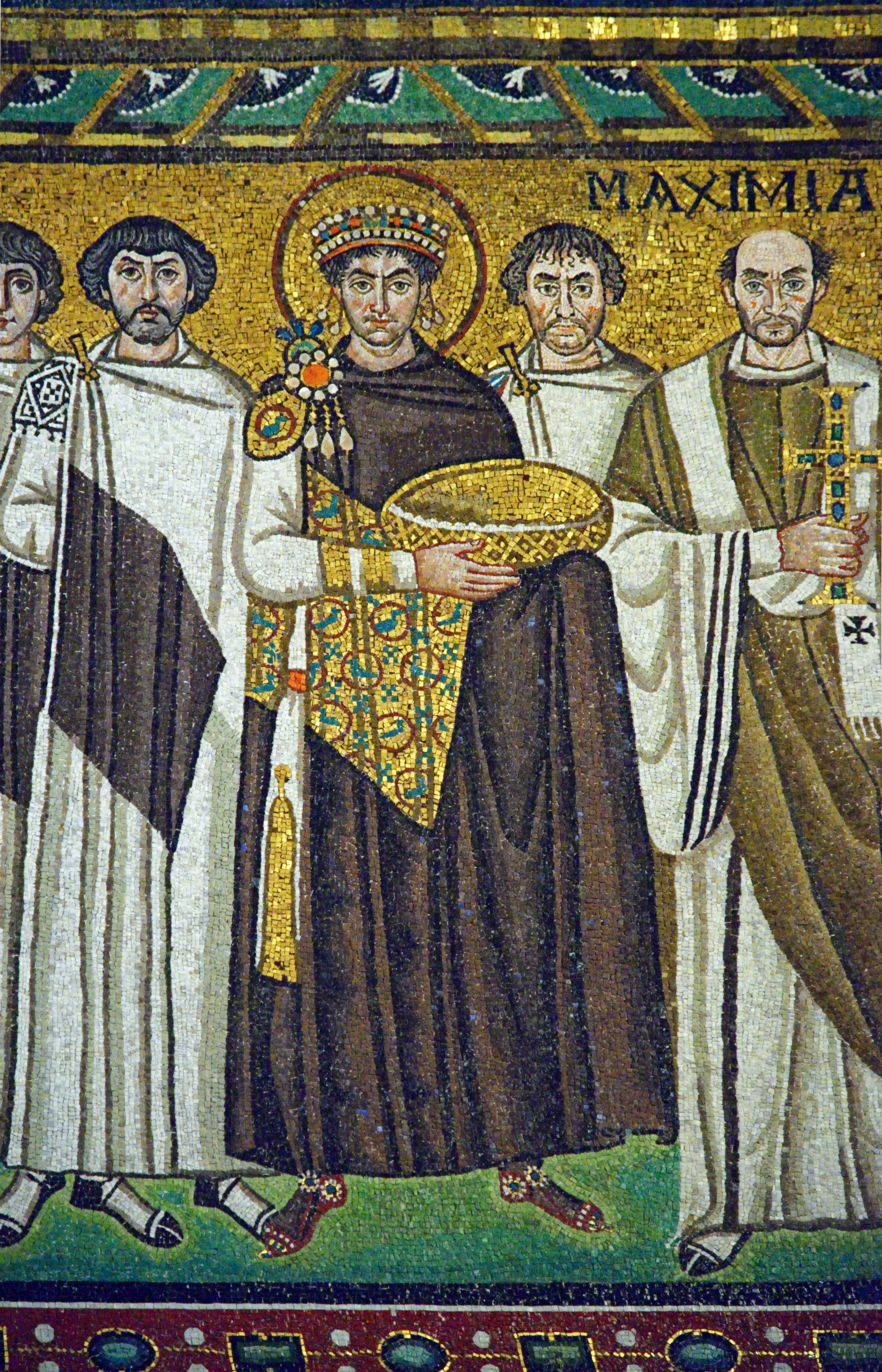
Justiniano I, conforme retratado em mosaico na Basílica de São Vital, Ravena, Itália

Em 330 DC, o imperador Constantino mudou a capital do império romano para Bizâncio (atual Istambul), renomeando-a como Constantinopla em homenagem a si mesmo. Os historiadores geralmente usam esta data para o início do Império Bizantino e dividem a arte bizantina em três períodos históricos: Inicial (c. 330–750), Médio (c. 850–1204) e Tardio (c. 1261–1453).

## O período inicial

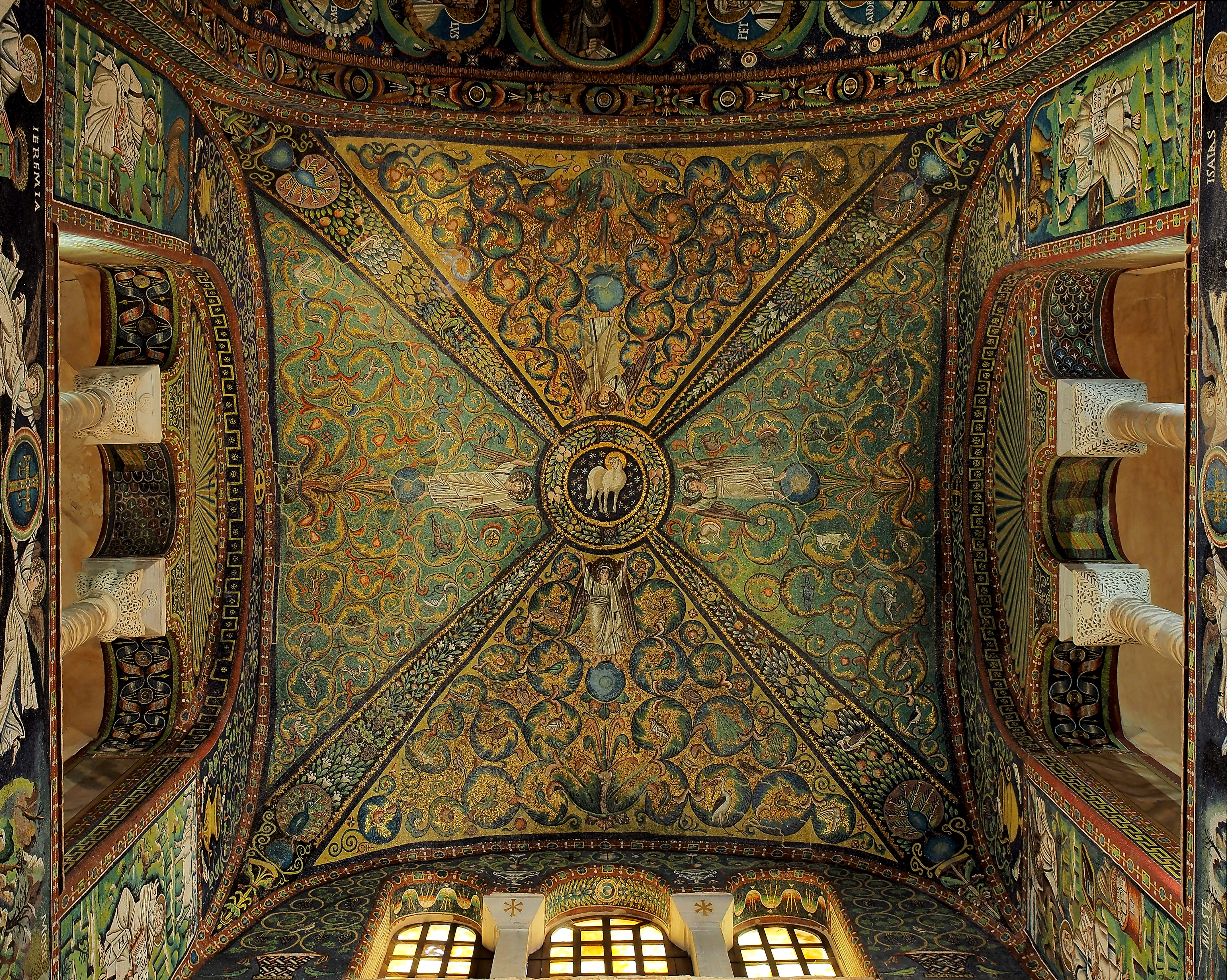
Teto de mosaico do século VI da Basílica de San Vitale em Ravena, Itália

Após a conversão de Constantino ao cristianismo deu-se início a um período intensivo de construção de basílicas cristãs no final do século IV, nas quais os mosaicos de piso, parede e teto foram adotados para uso cristão. Os primeiros exemplares de basílicas cristãs não foram conservados, mas existem ainda os mosaicos de Santa Constanza e Santa Pudenziana, ambos do século IV. Em outra grande basílica constantiniana, a Igreja da Natividade em Belém, o piso original em mosaico com os motivos geométricos romanos típicos foi parcialmente preservado.
O reinado de Justiniano I no século VI coincidiu com a primeira idade de ouro do Império Bizantino. Em 537, ele completou a construção de uma nova catedral patriarcal na capital Constantinopla que seria o centro global da Igreja Ortodoxa: a Santa Sofia. Na época, era o maior edifício do mundo e considerado o epítome da arquitetura bizantina. A catedral foi toda decorada com o que são, sem dúvida, alguns dos mais incríveis mosaicos figurativos desse período, mas infelizmente todos foram destruídos durante os iconoclasmos que se seguiram. Os mosaicos mais antigos que existem hoje em Santa Sofia datam dos séculos X a XII, nenhum de período anterior.
Depois que Roma foi saqueada, Ravena se tornou a capital do Império Romano do Ocidente de 402 até 476, quando o império entrou em colapso após ser conquistado por Teodorico, o Grande e os ostrogodos . Enquanto Ravena estava sob controle gótico, os patronos arianos dedicaram-se a um notável programa de construção de capelas e batistérios em Ravena. Em 535, a cidade foi conquistada por Justiniano I, que criou o Exarcado de Ravena, efetivamente tornando-a sede do poder bizantino na Península Itálica. Os bispos ortodoxos a sombra de Justiniano continuaram e expandiram a construção de basílicas para a cidade portuária próxima de Classe, encomendando alguns dos melhores mosaicos do mundo. Os monumentos que restaram, alguns mais antigos ao Exarcado, incluem a Basílica de São Vital, a Capela Arquiepiscopal, o Batistério Ariano, o Batistério Neoniano, o Mausoléu de Gala Placidia, a Basílica de Santo Apolinário Novo, o Mausoléu de Teodorico e a Basílica de Santo Apolinário em Classe. Todos esses oito monumentos foram inscritos na lista do Patrimônio Mundial da UNESCO como excelentes exemplos da arte do mosaico cristão primitivo.

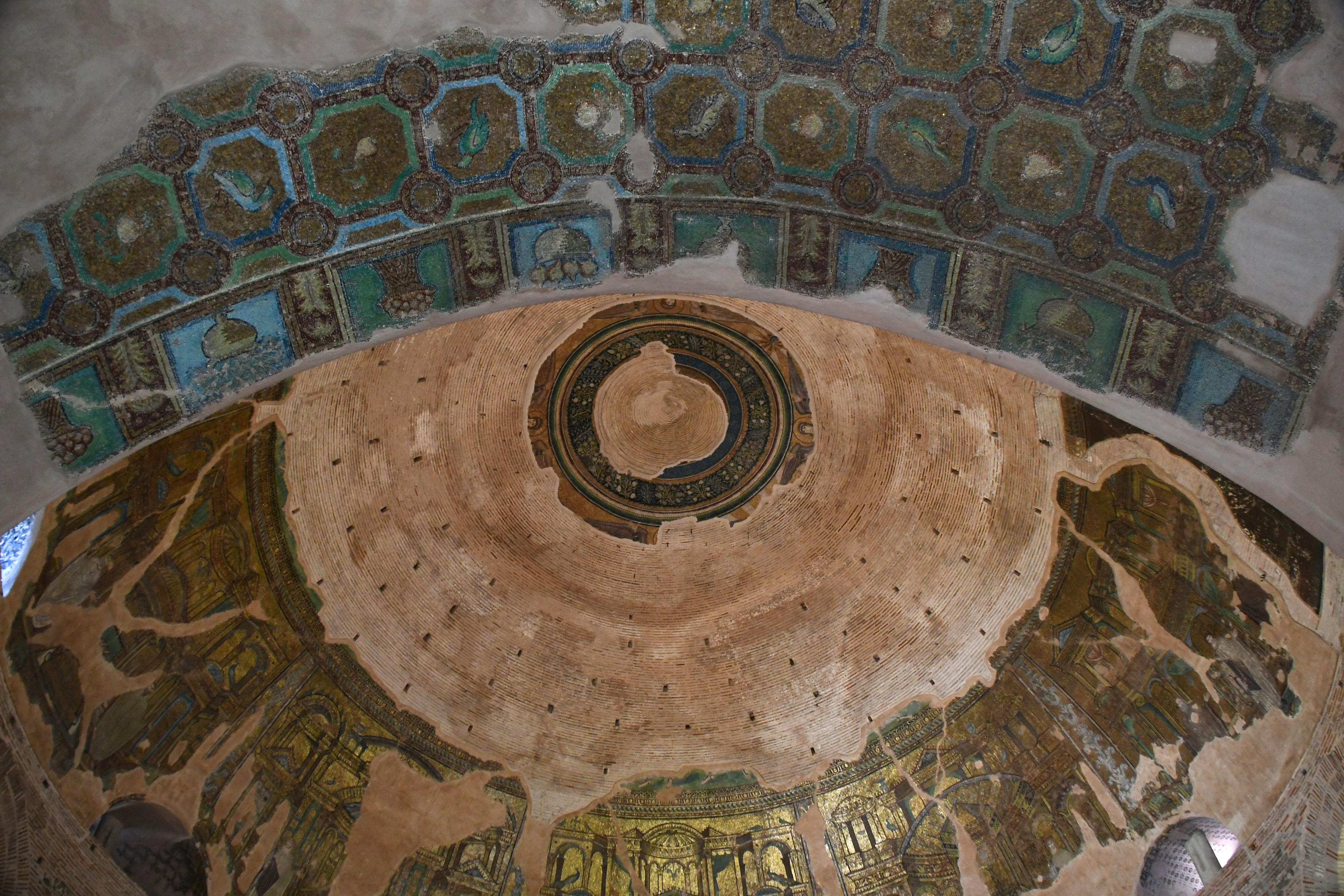
Mosaicos do século IV na Rotunda em Tessalônica, na Grécia, que é um dos primeiros exemplos remanescentes da arte do mosaico cristão primitivo

Embora possa ser a mais famosa, Ravena não é de forma alguma o único lugar onde os mosaicos do início do período bizantino estão até hoje bem preservados. A cidade de Tessalonica, na Grécia, era a segunda cidade mais importante do império em termos de riqueza e tamanho, e, como Ravena, seus primeiros monumentos cristãos foram designados como Patrimônio Mundial da UNESCO. Obras-primas da antiga arte do mosaico em Tessalonica incluem a Igreja de Hosios David, o Hagios Demetrios e a Rotunda .
Além disso, descobertas arqueológicas nos séculos XIX e XX desenterraram muitos mosaicos bizantinos no Oriente Médio, incluindo o mapa de Madaba na Jordânia, bem como outros exemplos no Egito, Líbano, Síria, Israel e Palestina.

## O iconoclasmo

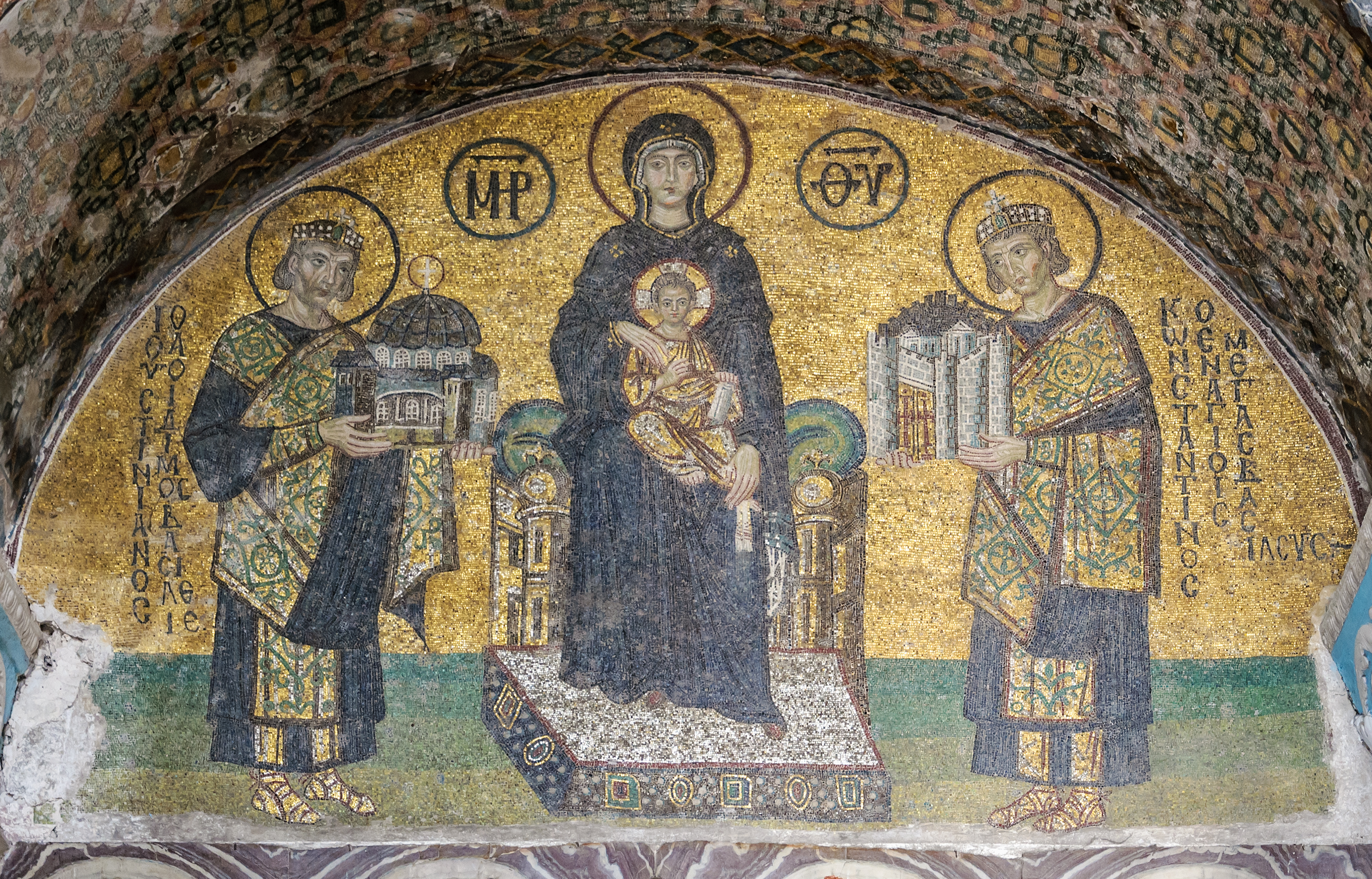
Mosaico do século X na Santa Sofia em Istambul, Turquia

Os eventos que marcam a divisão entre a arte bizantina inicial e média são chamados de Controvérsias Iconoclastas, que ocorreram de 726 a 842. Este período é definido por um profundo ceticismo em relação aos ícones; na verdade, o imperador Leão III proibiu totalmente a criação de imagens religiosas, e as autoridades da Igreja Ortodoxa encorajaram a destruição generalizada de arte religiosa, incluindo mosaicos. Como resultado, o período iconoclasta reduziu drasticamente o número de exemplos sobreviventes da arte bizantina do período inicial, especialmente grandes mosaicos religiosos.

## Mosaicos bizantinos dos períodos médio e tardio
Após a iconoclastia, os artistas bizantinos puderam retomar a criação de imagens religiosas, que as pessoas aceitavam não como ídolos a serem adorados, mas como elementos simbólicos e cerimoniais de espaços ritualisticos religiosos. A primeira parte deste período, de 867 a 1056, às vezes é chamada de Renascimento da Macedônia e é vista como a segunda idade de ouro do Império Bizantino. As igrejas em todo o império, e especialmente a Santa Sofia em Constantinopla, foram redecoradas com alguns dos melhores exemplos de arte bizantina já criados. Por exemplo, os mosteiros de Hosios Loukas, Daphni e Nea Moni de Chios foram todos reconhecidos como Patrimônio Mundial da UNESCO, e contêm alguns dos mais magníficos mosaicos bizantinos desse período.

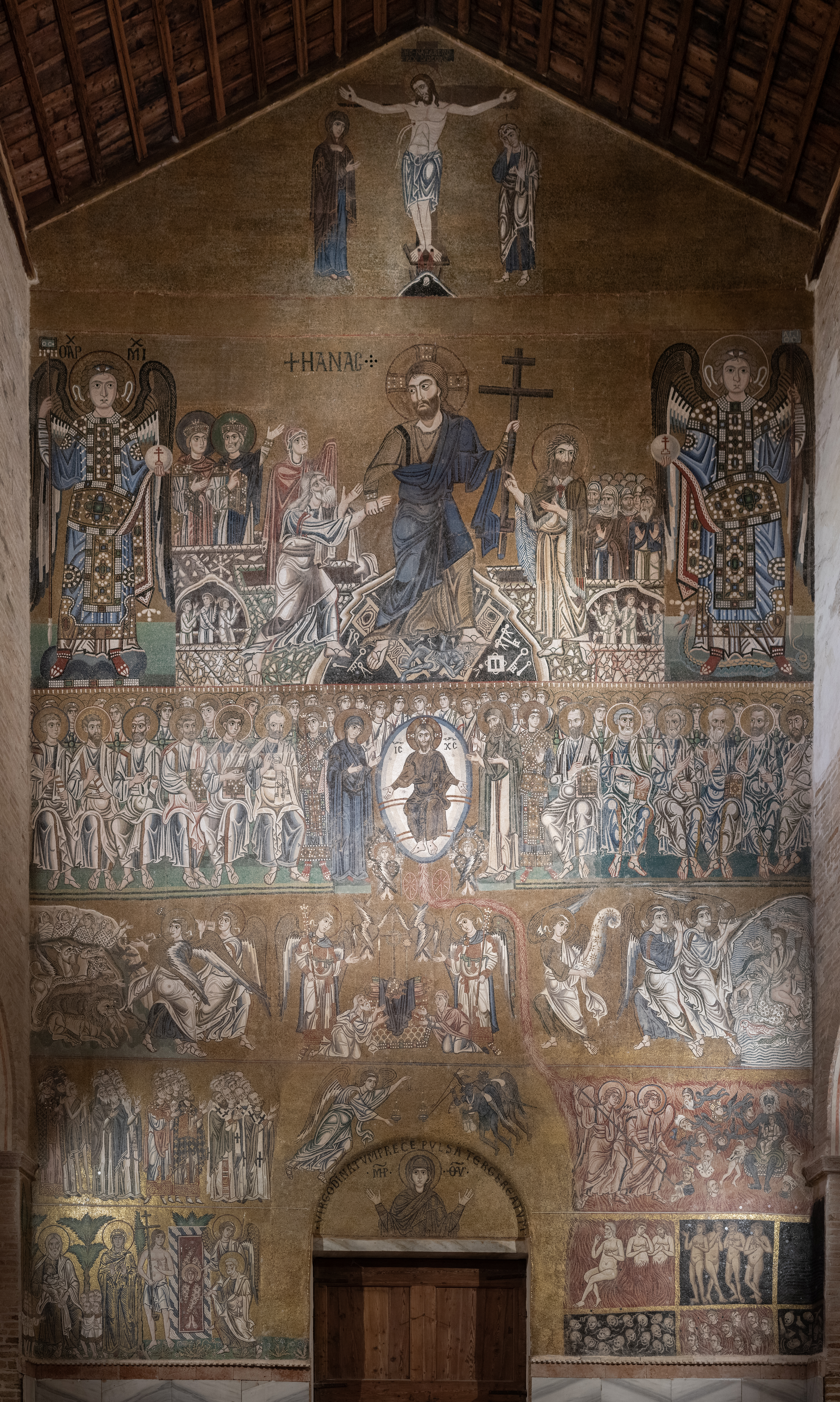
Mosaico do século XI por artistas bizantinos na Catedral de Torcello, Veneza, Itália

Até o desastroso saque de Constantinopla em 1204 nas mãos do Quarto Exército dos Cruzados, Bizâncio era visto por muitos na Europa como a última luz da civilização devido ao legado herdado de Roma e a contínua sofisticação cultural. Assim, durante os séculos X e XI, até mesmo estados que estavam em desacordo com o Império imitaram o estilo bizantino e procuraram artistas gregos para criar ciclos de mosaicos religiosos. Por exemplo, o rei normando Rogério II da Sicília era ativamente hostil a Bizâncio, mas importou artesãos gregos para criar os mosaicos da Catedral de Cefalù. Da mesma forma, os primeiros mosaicos sobreviventes na Basílica de São Marcos em Veneza provavelmente foram criados por artistas que deixaram Constantinopla em meados do século XI e também trabalharam na Catedral de Torcello .

## Técnicas
Como outros mosaicos, os bizantinos são feitos de pequenos pedaços de vidro, pedra, cerâmica ou outro material, chamados tesselas. Durante o período bizantino, os artesãos ampliaram os materiais que poderiam ser transformados em tesselas, passando a incluir folha de ouro e pedras preciosas, assim como aperfeiçoaram sua construção. Antes que as tesselas pudessem ser colocadas, uma base cuidadosa era preparada com várias camadas, a última das quais era uma mistura fina de cal moída e pó de tijolo. Nesta superfície úmida, os artistas desenhavam imagens e usavam ferramentas como cordas, compassos e paquímetros para delinear formas geométricas antes que as tesselas fossem cuidadosamente cimentadas na posição para criar a imagem final.

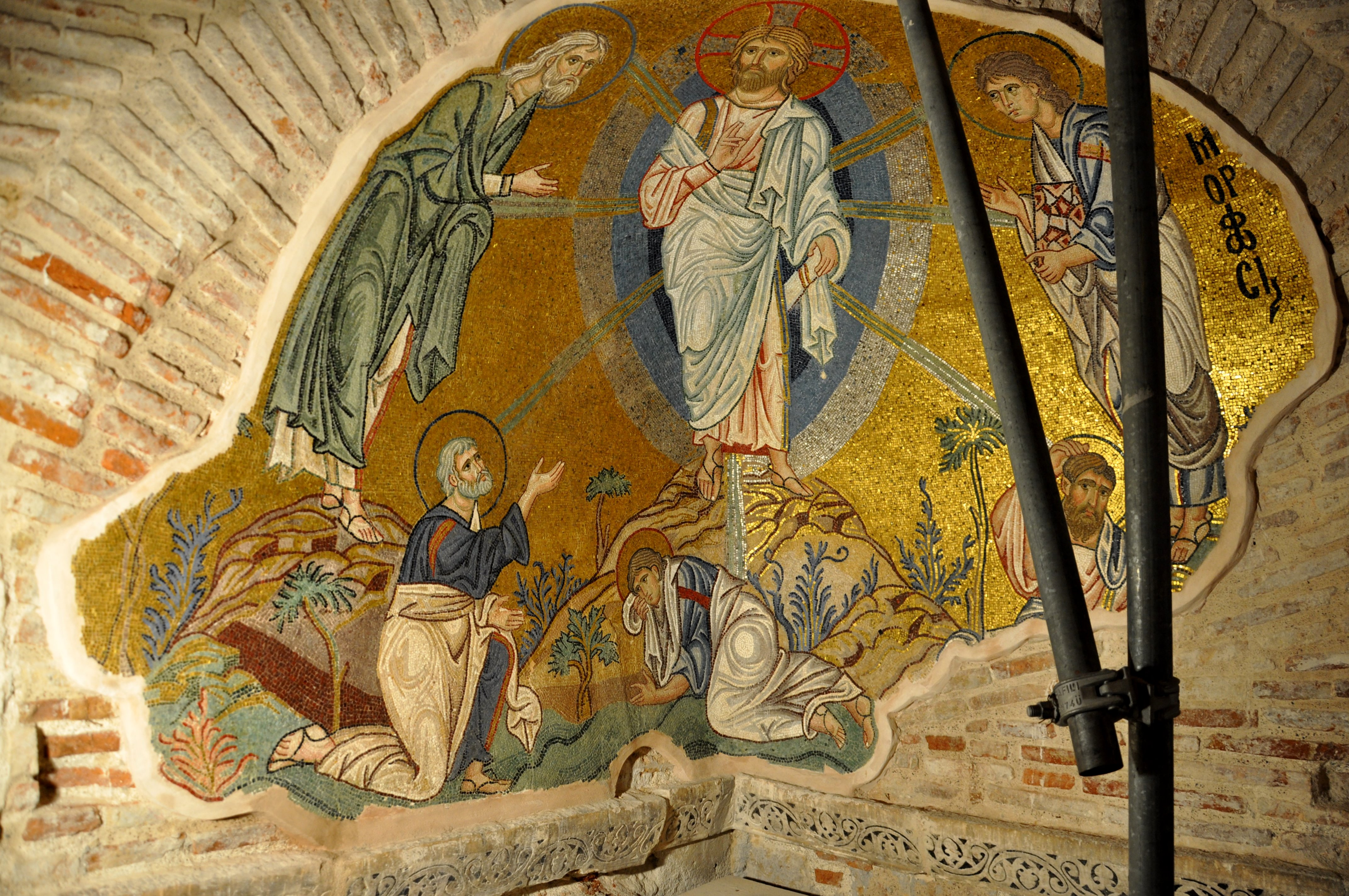
Mosaico bizantino do século XI do Mosteiro Daphni em Haidari, no subúrbio de Atenas, Grécia

## Estética
Na arte religiosa bizantina, ao contrário da arte clássica grega e romana que a precedeu, o simbolismo tornou-se mais importante do que o realismo. Em vez de se concentrar em fazer as imagens mais realistas possíveis, os artistas de mosaico da época queriam criar imagens idealizadas e às vezes exageradas do que existia dentro da alma de uma pessoa. Além disso, quando usado em um espaço religioso, o efeito geral criado por um mar de tesselas douradas,  brilhantes e coloridas foi priorizado ao invés do realismo literal. O objetivo do artista era criar um sentimento geral de admiração, de estar em um reino espiritual, ou mesmo a sensação de estar na presença de Deus. Os detalhes não deveriam desviar a atenção dos temas principais.
No entanto, nem todos os mosaicos bizantinos eram de natureza religiosa. Na verdade, a arte do mosaico era comumente usada para decorar os pisos e paredes de espaços públicos e privados com padrões geométricos e temas figurativos seculares.

## Influência e legado

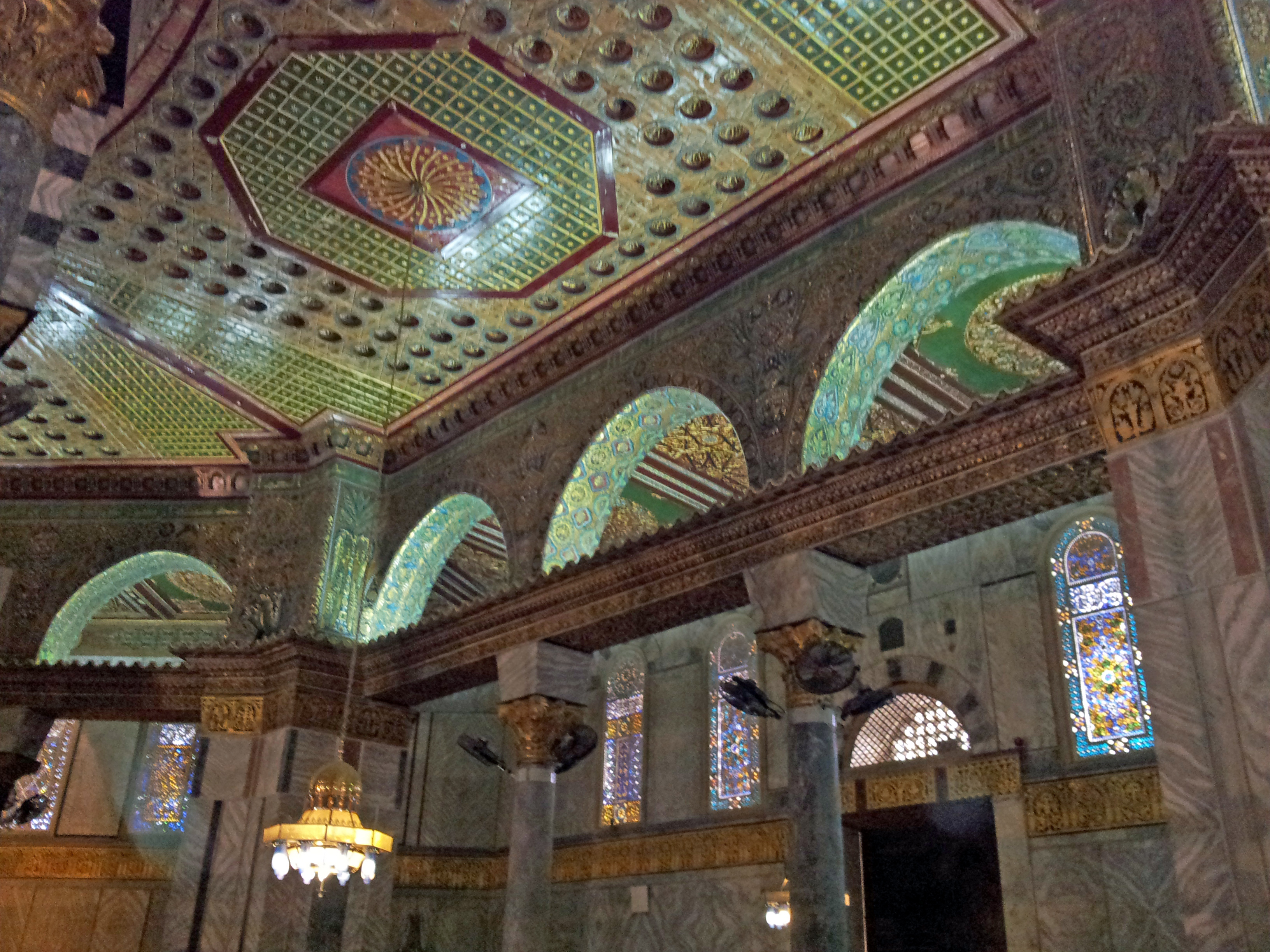
Os mosaicos do Domo da Rocha em Jerusalém mostram a influência dos desenhos bizantinos

Alguns historiadores de arte ocidentais ignoraram ou negligenciaram a arte bizantina em geral. Por exemplo, o pintor e historiador profundamente influente Giorgio Vasari definiu o Renascimento como uma rejeição de "aquele estilo grego desajeitado" ( "quella greca goffa maniera") . No entanto, os artistas bizantinos e seus mosaicos em particular foram altamente influentes nas artes decorativas islâmicas em rápida expansão, no Keivan Rus', e nos artistas modernos e contemporâneos em todo o mundo.
A arte islâmica começou no século VII com artistas e artesãos treinados principalmente em estilos bizantinos e, embora o conteúdo figurativo tenha sido bastante reduzido, os estilos decorativos bizantinos continuaram sendo uma grande influência na arte islâmica.
À medida que o cristianismo ortodoxo oriental se espalhou para o norte e para o leste, o Império Bizantino tornou-se econômica e culturalmente ligado à Rus' de Kiev. No final do século X, Vladimir, o Grande, introduziu o cristianismo com seu próprio batismo e, por decreto, o estendeu a todos os habitantes de Kiev. Na década de 1040, os artistas de mosaico bizantino trabalhavam na Catedral de Santa Sofia de Kiev, deixando um legado duradouro não apenas nas artes decorativas russas, mas também na pintura medieval.